# Colònia de Diego-Suárez

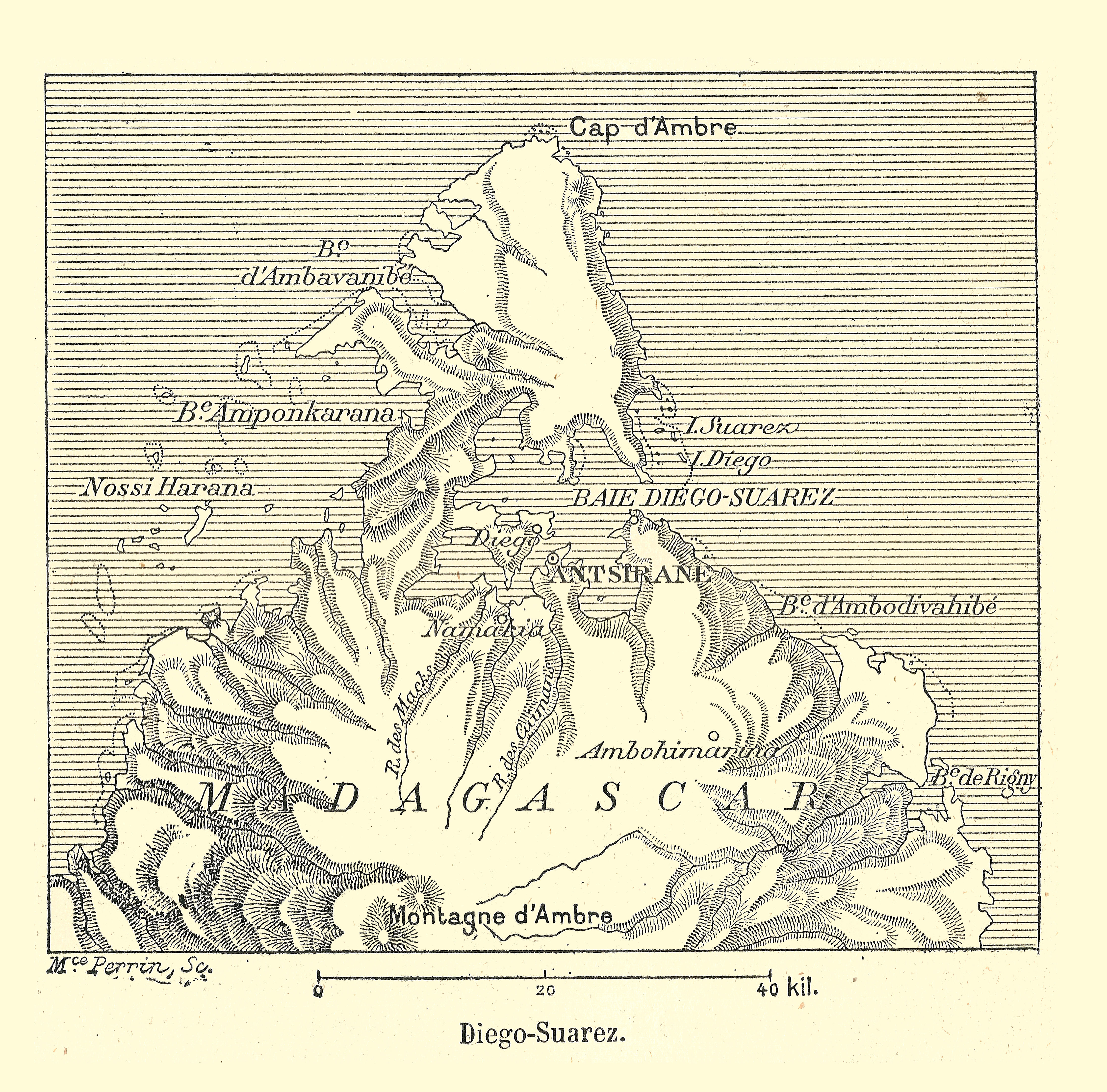
Badia i colònia de Diego-Suárez

La colònia de Diego-Suárez fou una entitat colonial francesa creada el 1886 amb el port i badia de Diego-Suárez cedit pel regne d'Imerina o Madagascar després del conflicte armat entre França i Imerina (1883-1885).

## Història
El nom de Diego-Suárez podria derivar dels descobridors de la badia per Diogo Dias i Fernan Soares navegadors portuguesos que li haurien donat el seu nom (de fet dues illes a l'entrada de la badia porten una el nom de Diego i de Suárez). L'alternativa seria el descobriment el 1543 de la badia per l'explorador portuguès Diogo Soares. Els natius anomenaven a la badia com Antomboko, que significa "perforat"; aquesta badia natural s'estén 156 km sent la segona badia més gran del món, després de Rio de Janeiro; també té el seu "pa de sucre", anomenat Nosy Lonjo.
El 1693 s'hauria fundat un estat o república anomenada Libertàlia, atribuïda al capità provençal Misson (un personatge imaginari) i el monjo Caraccioli a la zona, que va existir algun temps.
El 17 de desembre de 1885 es va signar un tractat entre França i Imerina o Madagascar que concedia a França el dret d'ocupar el territori de Diego Suárez i fer-hi "instal·lacions a la seva conveniència". Les tropes franceses es van assentar a Cap Diego, llavors, per raons de conveniència i de obertura a la zona d'influència, al que avui és Antsiranana. El 28 de d'agost de 1895 el francesos van ocupar el Fort Ambohimarina (a la Muntanya del Francès) a les tropes de la reina Ranavalona III. El 28 de gener de 1896 es va emetre el decret relatiu a la incorporació de la colònia al Govern General de Madagascar. El 1900 Diego-Suárez va ser declarat "punt de suport de la flota". Sota el comandament del general Joffre, la ciutat va a desenvolupar-se ràpidament amb la construcció del dic sec, l'hospital, l'arsenal i el districte militar.
El nom de Diego-Suárez va perdurar fins als anys 1970 quan es va adoptar el d'Antsiranana (en malgaix "port").

## Comandants de la colònia
- 1886 - 1887 Henri Paul Marie Caillet
- 1887 - 1896 Ernest Emmanuel Froger